# Scythroleus picticornis
Scythroleus picticornis là một loài bọ cánh cứng trong họ Cerambycidae.